# رينو سيمبول
رينو سيمبول (بالفرنسية: Renault Symbol)‏ أو تاليا (بالفرنسية: Thalia)‏ كما تسمى في بعض الأسواق، هي سيارة سياحية تنتجها رينو. عُرضت أول مرة في عام 1999 باسم كليو رينو سيمبول. وهي نسخة ثلاثية الهيكل للجيل الثاني من سيارة رينو كليو.
تباع فقط في البلدان التي تفضل السيارات ثلاثية الهيكل. هذه السيارة لا توجد في أسواق أوروبا الغربية.
الجيل الثاني من هذه السيارة صمم بشكل مختلف كليا عن الجيل الثالث لسيارات كليو رغم أن صدور الجيل الثاني تزامن مع تقديم رينو لجيلها الثالث من سيارات كليو وعوضا عن ذلك تم تصميم بناء على قاعدة الجيل الأول من سيارات كليو.
كشف عن الجيل الثالث من سيارات سيمبول في أواخر عام 2012 و اتضح أنها نسخة هوية لسيارة داسيا لوغان الجيل الثاني.
أسواقها الرئيسية هي أوروبا الوسطى وأوروبا الشرقية وأمريكا اللاتينية وشمال أفريقيا ودول الخليج، بما في ذلك دول مثل تركيا والبرازيل ورومانيا وروسيا والجزائر وكولومبيا وتونس.

## رينو تاليا
رينو ثاليا، وتعرف أيضا باسم كليو سيمبول، كليو كلاسيك نيسان بلاتينا حسب اختلاف السوق، هي نوع ثلاثي الهيكل مع 4 أبواب من رينو كليو الجيل الثاني بيعت بين عامي 1999 و 2008.
أنتجت لنكون سيارة للتصدير، خاصة في أمريكا الجنوبية والمكسيك وسوقت تحت العلامة التجارية نيسان في أوروبا الشرقية وآسيا وتركيا وشمال أفريقيا. و لم يتم تسويقها في أوروبا الغربية.

## رينو سامبول 1 1999-2008
رينو تاليا 1 المرحلة 1
رينو كليو سيمبول المرحلة الثانية
رينو سيمبول ، المعروف أيضًا باسم كليو كلاسيك 1 ، كليو سيمبول 2 ، كليو سيدان 3 ، كليو 4 بويرتاس 4 ، ثاليا 5 ، سيتيوس 6 ، 7 ، نيسان بلاتينا اعتمادًا على السوق ، هو نوع من الشق الخلفي و 4 أبواب من رينو كليو تم بيعها بين عامي 1999 و 2008.
تم تصنيعها من قبل Oyak-Renault في تركيا ، حيث تم إطلاقها في نوفمبر 1999 8 . في هذا البلد ، تخلف رينو 9 (على الرغم من أنها ليست من نفس الفئة لأن كليو II هي سيارة مدينة بينما كانت رينو 9 صغيرة الحجم ).
في بداية عام 2000 ، تم إطلاق تصنيع النموذج أيضًا في البرازيل 8 .
وهي سيارة معدة للتصدير خاصة في أمريكا الجنوبية وشمال إفريقيا وآسيا وأوروبا الشرقية والمكسيك تحت ماركة نيسان 9 . لا يتم تسويقه في أوروبا الغربية ، حتى لو كان يمكن للمرء أن يعبر في الشوارع تلك التي تم استيرادها. ومع ذلك ، يتم تسويقها في الأقسام الخارجية .
نيسان بلاتينيوم
تم بيع نيسان بلاتينا فقط في المكسيك من أبريل 2002 إلى 2010 وتم إنتاجها في مصنع نيسان في أغواسكالينتس ، المكسيك 9 .

### المكننة
كانت Thalia أو Clio Classic متوفرة في بعض الأسواق بالمحركات التالية.
- جوهر :
  - 1.2 60  حصان عند 5250  دورة في الدقيقة و 93  نيوتن متر عند 2500  دورة في الدقيقة (معظمها مخصص لأوروبا الشرقية  : من 2002).
  - 1.2 16v 75 bhp عند 5500  دورة في الدقيقة و 105  نيوتن متر عند 4250  دورة في الدقيقة (مخصصة بشكل أساسي للمغرب العربي (تونس) وأوروبا الشرقية  : من 2002).
  - 1.4 75  حصان عند 5500  دورة في الدقيقة و 110  نيوتن متر عند 4250  دورة في الدقيقة ( المغرب العربي ، دوم-توم ، أمريكا الجنوبية وأوروبا الشرقية  : 1999-2004).
  - 1.4 16 فولت 98  حصان عند 6000  دورة في الدقيقة و 127  نيوتن متر عند 3750  دورة في الدقيقة ( DOM-TOM ، أمريكا الجنوبية وأوروبا الشرقية  : من 2003).
- ديزل
  - 1.5 dci 80  حصان عند 4000  دورة في الدقيقة و 185  نيوتن متر عند 2000  دورة في الدقيقة ( المغرب العربي ، دوم-توم ، أمريكا الجنوبية وأوروبا الشرقية  : من 2004).

تمت إعادة تصفيف الشعر في عام 2007 ، مستوحى من حرم كليو الجامعي. خلفتها رينو سيمبول حمار 2 في نهاية عام 2008 .

## رينو سيمبول 2 2008-2012
تم تقديمه في معرض موسكو للسيارات ،26 أغسطس 2008. تم إنتاجه في مصنع بورصة في تركيا من نفس الشهر 10 . تم إطلاقه في أكتوبر 2008 . يتم تصنيع Symbol أيضًا في مصنع Córdoba في الأرجنتين لأمريكا اللاتينية.
إنها سيارة سيدان بطول 4.30 متر وتباع في روسيا وأوروبا الشرقية والمغرب العربي وتركيا والخليج العربي . لديها لوحة عدادات قريبة من سابقتها 11 . تعتمد رينو سيمبول 2 على منصة رينو كليو 2 وتتضمن تصميم ومحركات داسيا لوجان وداسيا سانديرو المحسنتين . رينو سيمبول II غير مخصص لأوروبا الغربية. ومع ذلك ، يتم تسويقها في الأقسام الخارجية .
تم انتخابها كأفضل سيارة لعام 2009 Autobest من قبل أعضاء لجنة تحكيم Autobest من 15 دولة (بلغاريا ، كرواتيا ، جمهورية التشيك ، قبرص ، مقدونيا ، المجر ، بولندا ، رومانيا ، روسيا ، صربيا ، سلوفاكيا ، سلوفينيا ، تركيا ، أوكرانيا ومالطا). 10 من 15 عضوًا في لجنة التحكيم اختاروا رينو سيمبول 2 الفائز ، بعد تسجيل 13 معيارًا بما في ذلك استهلاك الوقود ، وتعدد الاستخدامات ، والمساحة الداخلية والتصميم. كانت متقدمة على ابنة عمها داسيا سانديرو 1 ، في المرتبة الثالثة.
انتهى إنتاجها في عام 2013 12 .

## رينو سيمبول 3 2012-2021
تم الكشف عن الجيل الثالث من رينو سيمبول في معرض السيارات 2012 بإسطنبول. ويتميز هذا الجيل بأنه نسخة هوية من الجيل الثاني لسيارة داسيا لوغان التي يتم تصنيعها في بورصه بتركيا، والجزائر.
سيتم تسويق السيارة تحت مسماها التجاري سيمبول 3 في كل من أوروبا الشرقية مع التي سيغطيها مصنع بيتيشت، رومانيا وكذلك في أسواق شمال أفريقيا (مصر، ليبيا، تونس، المغرب) التي سيغطيها مصنع الدار البيضاء، المغرب و سوق الجزائر التي سيغطيها مصنع التركيب في واد تليلات، وهران.

## الموديلات
الطراز الأصلي 2013
الطراز الثاني 2014
الطراز الثالث 2015
الطراز الرابع «النسخة المحدودة» 2016

## النسخة المحدودة (موديل 2016)
إضافة إلى أن هناك فئة تم إصدارها لمدة سنة واحدة فقط وسُميت بالنسخة المحدودة كتكريم لإنهاء الفئة الثالثة وتم إصدارها لحين أواخر 2016 في فرنسا بولون-بيانكور
وهي الموديل الأخير للفئة 3 و هو الطراز الذي عزز من شكله الخارجي وغيرت إطاراته ويسمى بالموديل (PE) أي Premium Edition حيث كانت له مزايا وتغييرات جديدة
| رينو سيمبول 2016 PE                                          | رينو سيمبول 2016 PE            |
| مزايا الأمان                                                 | مزايا الأمان                   |
| ------------------------------------------------------------ | ------------------------------ |
| ABS نظام الفرامل المانعة للإنغلاق EPS نظام الثبات الالكتروني | مانع الحركة                    |
| واقي الطين - أمامي                                           | مشد حزام الأمان الواقي -       |
| الميزات الداخلية                                             |                                |
| قفل مركزي                                                    | :مماسك الأكواب                 |
| مقاعد خلفية قابلة للطي                                       | منافذ الطاقة                   |
| مقود كهربائي                                                 | ضبط المقعد - يدوي              |
| مقياس سرعة الدوران                                           | مقود يوريثان                   |
| الميزات الخارجية                                             |                                |
| مصابيح للضباب – خلفية فقط                                    | مصابيح أمامية هالوجين          |
| مصابيح أمامية يدوية                                          | نوافذ كهربائية - أمامية وخلفية |
| عجلات - حديد (+ واقيات بلاستيكية بلون رمادي قاتم)            |                                |
| المزايا المريحة                                              |                                |
| مقبس 12V -                                                   | راديو                          |

حيث أن هذا هو الموديل الأخير للفئة الثالثة والذي تليه رينو سيمبول 4 التي بدأ إصدارها وتسويقها في جانفي 2017 .